# قشلاق حاج شیرین ارشد
قشلاق حاج شیرین ارشد یک منطقهٔ مسکونی در ایران است که در بخش اسلام‌آباد واقع شده‌است.